# The Brand of Cain (film 1916 Campbell)
The Brand of Cain è un cortometraggio muto del 1916 diretto da Colin Campbell. Prodotto dalla Selig Polyscope Company e distribuito dalla General Film Company, il film aveva come interpreti Harry Lonsdale, Wheeler Oakman, Kathlyn Williams.

## Produzione
Il film fu prodotto dalla Selig Polyscope Company.

## Distribuzione
Distribuito dalla General Film Company, il film - un cortometraggio in due bobine - uscì nelle sale cinematografiche statunitensi il 4 dicembre 1916.